# 류오정
류오정(일본어: 竜王町)은 일본 시가현 중앙부에 있는 가모군의 정이다. 메이신 고속도로의 연선에 소재하는 정이다.

## 지리
시가현 중앙부에 위치하고 정 서쪽의 가가미산과 정 동쪽의 유키노산에 끼어 있는 평지부를 히노강과 그 지류가 통과한다. 또 정 남부의 야마노에 지구 부근에서는 인접하는 히가시오미시, 고카시, 고난시와 걸치는 형태로 구릉지가 형성되어 있다.

## 역사
- 1889년 4월 1일 - 정촌제 시행으로 가모군 나에촌과 가가미야마촌이 성립하였다.
- 1955년 4월 29일 - 나에촌과 가가미야마촌이 합병해 류오정이 성립하였다.

## 교통

### 도로
- 메이신 고속도로
- 국도 8호선
- 국도 제477호선 (일본)(일본어판)